# Basil Hall

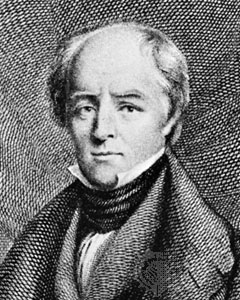
Basil Hall

Basil Hall (* 31. Dezember 1788 in Edinburgh; † 11. September 1844 in Portsmouth) war britischer Seemann, Forschungsreisender und Wissenschaftler.

## Leben
Basil Hall war ein jüngerer Sohn von Sir James Hall, 4. Baronet († 1832), einem durch wissenschaftliche Arbeiten bekannten schottischen Adligen und Politiker. Er trat 1802 als Midshipman in die britische Marine ein, kommandierte 1816 das einer Gesandtschaft nach China beigegebene Schiff Lyra, mit dem er auch die Ryūkyū-Inseln besuchte, über die sein Account of a voyage of discovery to the western coast of Corea and the Great Loochoo Island (London 1818) die ersten ausführlichen Nachrichten brachte.
Dann kreuzte er an den Küsten Südamerikas, was er in Extracts from a journal written on the coasts of Chile, Peru and Mexico in 1820-22 (London 1824, 2 Bde.) beschrieb.
Als Resultat einer Reise durch die Vereinigten Staaten erschienen seine Travels in North America in the years 1827 and 1828 (1839, 3 Bde.). Außerdem schrieb er: The castle of Hainfeld (1836; deutsch, Berlin 1836); Fragments of voyages and travels (1831–40, 9 Bde.) und Patchwork (1841, 3 Bde.). In fortgeschrittenem Alter wurde er für irrsinnig erklärt und verstarb am 11. September 1844 zu Portsmouth im Haslar Hospital. 1812 wurde er zum Fellow der Royal Society of Edinburgh gewählt. Die Hall-Halbinsel von Snow Island im Archipel der Südlichen Shetlandinseln ist nach ihm benannt.

## Werke (Auswahl)
- Voyage of discovery to the West Coast of Corea and the great Loo-Choo Island. Nachdr. d. Ausg. London, Murray, 1818. Seoul Computer Press, 1990. Reprint series, Royal Asiatic Society, Korea Branch.
- Auszüge aus einem Tagebuche geschrieben auf den Küsten von Chili, Peru und Mexico in den Jahren 1820, 1821, 1822. Stuttgart: Cotta, 1824–1825.
- Entdeckungsreise nach der Westküste von Korea und der grossen Lutschu-Insel von dem Capitän Basil Hall. Aus d. Engl. übers. u. mit Anm. begleitet von Friedrich Rühs. Weimar: Verlag d. Großh. Sächs. priv. Landes-Industrie-Comptoirs, 1819.
- Schloss Hainfeld, oder: Ein Winter in Steiermark. Unter den Augen des Verf. aus d. Engl. übers. von Minna Herthum. Berlin: Eichler, 1836. Digitalisat